# Saint-Mard (België)
Saint-Mard (Gaumais Sié-Mâ of Sî-Mâ, Waals: Sint-Må-dlé-Vierton) is een plaats en voormalige gemeente in de Belgische provincie Luxemburg en is sinds de gemeentelijke herindeling van 1977 in het arrondissement Virton een deelgemeente van Virton.
Saint-Mard ligt aan de samenvloeiing van de Vire en de Ton.

## Demografische ontwikkeling
- Bronnen:NIS, Opm:1831 tot en met 1970=volkstellingen

Deelgemeenten: Bleid · Ethe · Latour · Ruette · Saint-Mard · Virton

Overige dorpen: Chenois · Gomery · Grandcourt · Saint-Remy

Belgische gemeenten · Arrondissement Virton · Luxemburg · Wallonië